# Musikjahr 1663
Liste der Musikjahre

◄◄ | ◄ | 1659 | 1660 | 1661 | 1662 | Musikjahr 1663 | 1664 | 1665 | 1666 | 1667 | ► | ►►

Weitere Ereignisse
Dieser Artikel behandelt das Musikjahr 1663.

## Ereignisse
- 02. Juli: Thomas Selle, der Cantor et Director chori musici in Hamburg, stirbt. Zuvor hat er seinen gesamten Nachlass der Hamburger Stadtbibliothek vermacht und seine 281 Werke in den Opera omnia zusammengefasst.
- Jean-Baptiste Lully komponiert mit dem Ballet des Arts 1663 sein erstes vollständig rein französisches „Grand Ballet de cour“.
- Johann Adam Reincken tritt etwa 1663 die Nachfolge von Heinrich Scheidemann als Organist an der Hamburger Katharinenkirche an.

## Instrumental- und Vokalmusik (Auswahl)
- Johann Rudolf Ahle
  - Ach Herr, mich armen Sünder
  - Neugepflantzten Thüringischen Lustgarten
- Giovanni Arrigoni – Salmi, op. 9
- Andreas Hammerschmidt – Missae (16 Messen, nur Kyrie und Gloria, als Missae breves, 5-12 st.)
- Bonifazio Graziani – Responsoria hebdomadæ sanctæ, op. 9
- Giovanni Legrenzi – Sonate a due, tre, cinque, a sei stromenti. Libro 3. op. 8
- Jean-Baptiste Lully
  - Miserere (23.? März 1663)
  - Benedictus Dominus (1663 oder 1664)
  - Ballet des arts (Gemeinschaftsarbeit mit M. Lambert, Text: Benserade, 8. Januar 1663)
  - Les Noces de village (Text: Benserade, 3. oder 4. Oktober 1663)
- John Playford – Musick’s Hand-maid
- Johann Adam Reincken – An Wasserflüssen Babylon

## Musiktheater

Antonio Cesti – La Dori Titelseite des Librettos, Ferrara 1663

- Antonio Cesti – La Dori (Premiere in Ferrara der 1657 uraufgeführten Oper)
- Kaspar Förster – Der lobwürdige Cadmus
- Giovanni Legrenzi – L’Achille in Sciro

## Geboren

### Geburtsdatum gesichert
- 03. März: Nicolas Siret, französischer Komponist, Organist und Cembalist († 1754)
- 07. März: Tomaso Antonio Vitali, italienischer Violinist und Komponist († 1745)
- 16. März: Jean-Baptiste Matho, französischer Komponist († 1743)
- 01. Juli (getauft): Franz Xaver Murschhauser, deutscher Musiker und Komponist († 1738)
- 07. Juli: Elias Hößler, deutscher Orgelbauer († 1746)
- 24. August: Valentin Ulrich Grotian, deutscher Orgelbauer († 1741)
- 16. September: Johann Josua Mosengel, deutscher Orgelbauer († 1731)
- 20. September: Pirro Albergati, italienischer Komponist († 1735)
- 25. September: Johann Nicolaus Hanff, deutscher Organist und Komponist († 1711)
- 14. November (getauft): Friedrich Wilhelm Zachow, deutscher Komponist († 1712)

### Genaues Geburtsdatum unbekannt
- Johann Joseph Vilsmayr, österreichischer Violinist und Komponist († 1722)

### Geboren vor 1663
- Philipp Christian Heustreu, deutscher Librettist († nach 1714)

### Geboren um 1663
- Valeriano Pellegrini, italienischer Sopran-Kastrat und Opernsänger († 1746)

## Gestorben

### Todesdatum gesichert
- 02. April: Julius Johann Weiland, deutscher Komponist (* um 1605)
- 00. April: Nicolas Hotman, französischer Komponist, Lautenist und Gambist (* vor 1614)
- 02. Juli: Thomas Selle, Kirchenmusiker und Komponist (* 1599)
- 24. Juli: Thomas Baltzar, deutscher Violinist und Komponist (* um 1631)
- 17. November: Biagio Marini, italienischer Violinist und Komponist (* 1594)
- 00. Dezember: Jobst Heider, deutscher Organist, Cembalist und Komponist (* vor 1636)

### Genaues Todesdatum unbekannt
- Andreas Neunhaber, deutscher Organist (* 1603)
- Heinrich Scheidemann, deutscher Komponist, Organist und Musiklehrer (* um 1596)
- Jonas Weigel, deutscher Orgelbauer (* unbekannt)